# Йоуи
Йоуи (на английски: Yowie) е същество (хоминид) обитаващо австралийската пустош. Сходно е с Йети от Азия и Голямата стъпка от САЩ, но според очевидците има и свои характерни белези като например по-човешкия вид и по-късата козина.

## История
Йоуи е същество, което се споменава във фолклора на местните аборигени още от древни времена. Някои от митовете го описват, като див човек или същество, подобно на Бунайп.
За пръв път Йоуи е описан в края на 20 век от изследователя на паранормалното Рекс Гилрой. Според него съществото обитава най-вече Източна Австралия и в по-малка степен други части на страната. Йоуи е популяризиран от вестниците през 1970.